# Brevipalpus ceanothus
Brevipalpus ceanothus är en spindeldjursart som beskrevs av Baker och James P. Tuttle 1972. Brevipalpus ceanothus ingår i släktet Brevipalpus och familjen Tenuipalpidae. Inga underarter finns listade.